# Badr Banoun
Badr Banoun (Casablanca, 30 de septiembre de 1993) es un futbolista marroquí que juega en la demarcación de defensa para el Raja Casablanca de la Liga de Fútbol de Marruecos.

## Selección nacional
Hizo su debut el 13 de agosto de 2017 en un partido de clasificación para el Campeonato Africano de Naciones de 2018 contra Egipto que finalizó con un resultado de empate a uno tras los goles de Ahmed El Sheikh por parte de Egipto, y del propio  	Badr Banoun para el combinado marroquí. Además llegó a disputar un partido de la clasificación para la Copa Mundial de Fútbol de 2018.

### Participaciones en Copas del Mundo
| Mundial      | Sede  | Resultado     | Partidos | Goles |
| ------------ | ----- | ------------- | -------- | ----- |
| Mundial 2022 | Catar | Cuarto puesto | 3        | 0     |

### Goles internacionales
| # | Fecha                   | Estadio                                          | Oponente  | Gol | Resultado | Competición                                                   |
| - | ----------------------- | ------------------------------------------------ | --------- | --- | --------- | ------------------------------------------------------------- |
| 1 | 13 de agosto de 2017    | Estadio de Alejandría, Alejandría, Egipto        | Egipto    | 1-1 | 1–1       | Clasificación para el Campeonato Africano de Naciones de 2018 |
| 2 | 19 de octubre de 2019   | Estadio Municipal de Berkane, Berkane, Marruecos | Argelia   | 1-0 | 3-0       | Clasificación para el Campeonato Africano de Naciones de 2020 |
| 3 | 1 de diciembre de 2021  | Estadio Al Janoub, Al Wakrah, Catar              | Palestina | 4-0 | 4-0       | Copa Árabe de la FIFA 2021                                    |
| 4 | 4 de diciembre de 2021  | Estadio Ahmed bin Ali, Rayán, Catar              | Jordania  | 0-2 | 0-4       | Copa Árabe de la FIFA 2021                                    |
| 5 | 11 de diciembre de 2021 | Estadio Al Thumama, Doha, Catar                  | Argelia   | 2-2 | 2-2       | Copa Árabe de la FIFA 2021                                    |

## Clubes
| Club            | País      | Año       | Partidos | Goles |
| --------------- | --------- | --------- | -------- | ----- |
| Raja Casablanca | Marruecos | 2013-2014 | 1        | 0     |
| RSB Berkane     | Marruecos | 2014-2015 | 19       | 0     |
| Raja Casablanca | Marruecos | 2015-2020 | 171      | 17    |
| Al-Ahly         | Egipto    | 2020-2022 | 52       | 4     |
| Qatar S. C.     | Catar     | 2022-2025 | 66       | 9     |
| Raja Casablanca | Marruecos | 2025-     |          |       |

## Palmarés

### Títulos nacionales
| Título                      | Club            | País      | Año  |
| --------------------------- | --------------- | --------- | ---- |
| Liga de Fútbol de Marruecos | Raja Casablanca | Marruecos | 2013 |
| Copa del Trono              | Raja Casablanca | Marruecos | 2017 |
| Liga de Fútbol de Marruecos | Raja Casablanca | Marruecos | 2020 |
| Copa de Egipto              | Al-Ahly         | Egipto    | 2020 |

### Campeonatos internacionales
| Título                          | Club            | País      | Año  |
| ------------------------------- | --------------- | --------- | ---- |
| Campeonato Africano de Naciones | Marruecos       | Marruecos | 2018 |
| Copa Confederación de la CAF    | Raja Casablanca | Marruecos | 2018 |
| Supercopa de la CAF             | Raja Casablanca | Marruecos | 2019 |
| Supercopa de la CAF             | Al-Ahly         | Egipto    | 2020 |
| Supercopa de la CAF             | Al-Ahly         | Egipto    | 2021 |